# Селикла
Селикла — деревня в Венгеровском районе Новосибирской области России. Входит в состав Вознесенского сельсовета.

## География
Площадь деревни — 38 гектаров.

## История
Основана в 1814 году. В 1928 году состояла из 60 хозяйств. В административном отношении входила в состав Кузовлевского сельсовета Меньшиковского района Барабинского округа Сибирского края.

## Население
| 2002 | 2007 | 2010 |
| ---- | ---- | ---- |
| 354  | ↘350 | ↘306 |

По переписи 1926 г. в деревне проживало 343 человека (162 мужчины и 181 женщина), основное население — русские.

## Инфраструктура
В деревне по данным на 2007 год функционируют 1 учреждение здравоохранения, 1 образовательных учреждения.